# Midway International Airport

Chicago Midway International Airport (IATA: MDW, ICAO: KMDW, FAA LID: MDW), ibland bara Midway Airport, är en flygplats i Chicago, Illinois i USA. Den är en stor kommersiell flygplats på sydvästra sidan av Chicago, belägen cirka 19 km från stadens affärsdistrikt Loop. Midway, som grundades 1927, fungerade som Chicagos primära flygplats fram till öppnandet av O'Hare International Airport 1944. Idag är Midway en av de mest trafikerade flygplatserna i landet och den näst mest trafikerade flygplatsen både i Chicagos storstadsområde och delstaten Illinois, som betjänade 20 844 860 passagerare 2019.
Midway är bas för Southwest Airlines, som har över 95 procent av passagerarna på flygplatsen. Flygplatsens nuvarande namn har tillkommit för att hedra slaget vid Midway. Det numera nedlagda Midway Airlines, som en gång hade sitt huvudkontor på Midway, tog sitt namn efter flygplatsen. Det nuvarande terminalkomplexet färdigställdes 2001. Terminalen överbryggar Cicero Avenue och innehåller 43 gater med faciliteter för internationella passagerare. CTA rapid transit Orange Line ger transit till Downtown Chicago, där den ansluter till andra tunnelbana/upphöjda snabbtransitlinjer.

## Historik
Ursprungligen kallad Chicago Air Park, byggdes Midway Airport 1923 på en yta av 130 ha med en landningsbana huvudsakligen för postflyg. År 1926 arrenderade staden flygplatsen och döpte den till Chicago Municipal Airport den 12 december 1927. År 1928 hade flygplatsen tolv hangarer och fyra landningsbanor, som var upplysta för nattdrift.
En stor brand tidigt den 25 juni 1930 förstörde två hangarer och 27 flygplan, "12 av dem tremotoriga passagerarplan." Förlusten uppskattades till mer än två miljoner dollar. Hangarerna som förstördes tillhörde Universal Air Lines, Inc. och Grey Goose Airlines, det senare under uthyrning till Stout Air Lines. Branden följde på en explosion av obestämd orsak i allmänna hangaren.

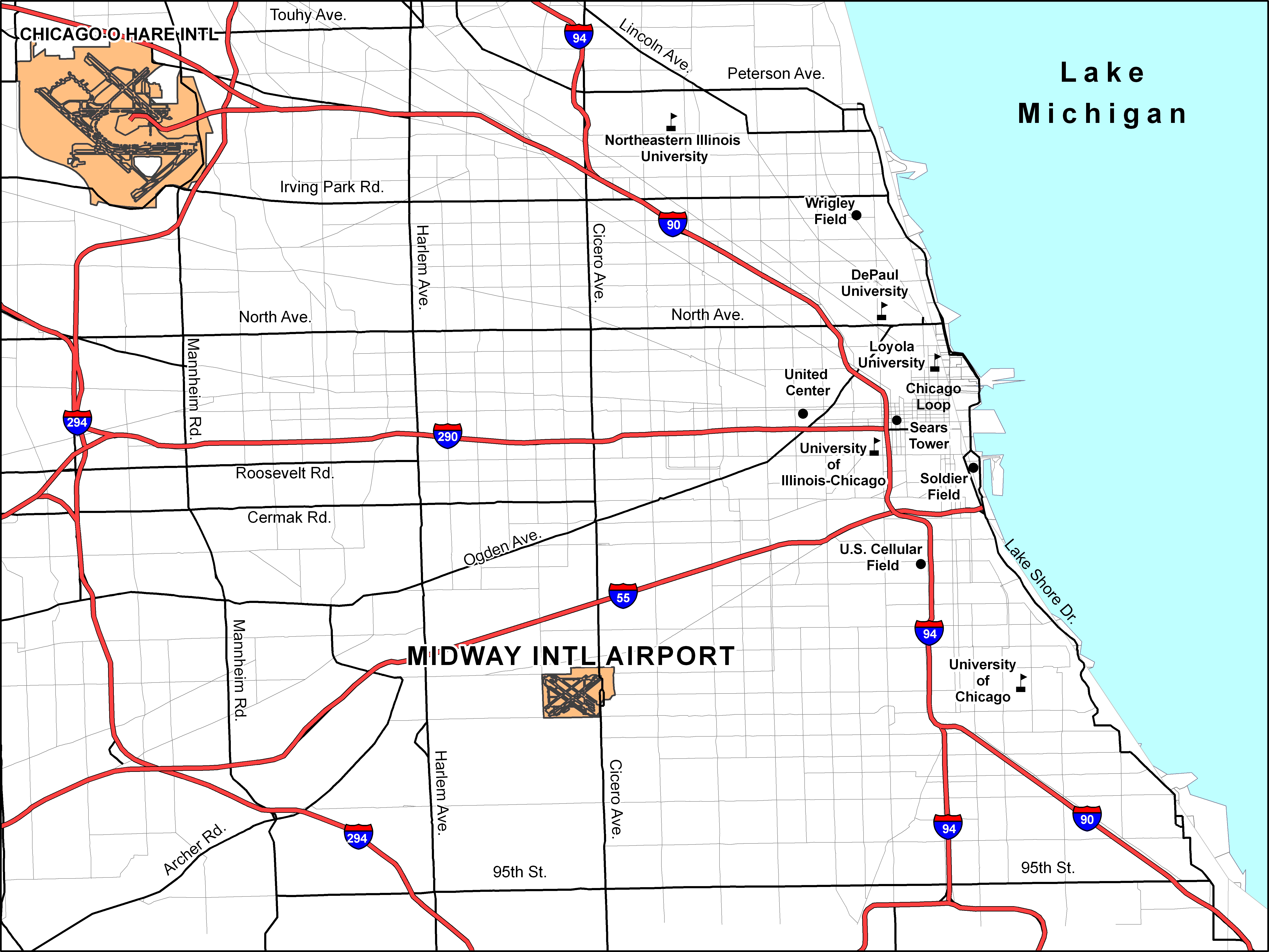
The Chicago area visande Chicago Midway och O'Hare International Airports

År 1931 öppnade en ny passagerarterminal vid 62:a gatan och följande år hävdade flygplatsen att den var "världens mest trafikerade" med över 100 846 passagerare på 60 947 flygningar. (The Official Aviation Guide (OAG) från juli 1932 visar 206 schemalagda flygavgångar i veckan.)
I juli 1949 döptes flygplatsen om efter slaget vid Midway. Det året hade Midway 3,2 miljoner passagerare och passagerarantalet nådde en topp på 10 miljoner 1959. Diagrammet på C&GS-inflygningsdiagrammet från januari 1951 visar fyra parallella par av banor, alla 1 290 meter eller mindre förutom 1 750-metersbanan 13R (nuvarande bana 13C) och 1 595-metersbanan 4R.
År 1967 började utbyggnad på flygplatsen, med tre nya hallar med 28 gater och tre biljettdiskar, och 1968 investerade staden 10 miljoner dollar i renoveringsfonder. (Under några månader under renoveringen 1967 hade Midway inga reguljära flygningar.) Medlen stödde delvis byggandet av Stevenson Expressway, och Midway såg återkomsten av stora flygbolag samma år, med 1 663 074 passagerare med plan med mindre kapacitet, kortare räckvidd som två- och tremotoriga flygplan som McDonnell Douglas DC-9, BAC One-Eleven, Boeing 727 och Boeing 737 som kunde använda Midways landningsbanor, vilket Boeing 707 och Douglas DC-8 inte kunde.
År 1982 köpte staden Chicago Midway Airport från Chicago Board of Education för 16 miljoner dollar. Tre år senare började Southwest Airlines verksamhet på Midway. Midway var också ett centralt nav för Vanguard Airlines från 1997 till 2000.
År 1996, efter att ha misslyckats med att få sin Lake Calumet-flygplats och efter att ha fått hård kritik för idén att förvandla flygplatsen till en industripark, tillkännagav Chicagos borgmästare Richard M. Daley Midway Airport Terminal Development Program, som lanserades året därpå. Den var då det största offentliga arbetetsprojekt i staten. Midway Airports parkeringsgarage öppnade 1999, vilket för första gången gav täckt parkering vid flygplatsen. Garaget är anslutet till Midways terminalbyggnad för bekväm tillgång till biljettdiskar och bagageutlämningsområden.

Karta över Midway Airport

Ett moderniseringsprogram inleddes 2013 med utbyggnad av säkerhetskontrollen och huvudgaraget. Bryggan som spänner över Cicero Avenu breddades från 15 meter till över 120 meter, vilket tillåter upp till 17 säkerhetskontrollplatser och en strömlinjeformad kö. Eftersom den dåvarande terminalen öppnade bara några månader före attackerna den 11 september, blev säkerhetsområdet snabbt för litet för de nya säkerhetsåtgärderna och tvingades expandera inåt och ta bort utrymme i hallen. Utrymme som återkom genom att säkerhetskontrollen flyttades ut på bryggan byggdes om till en utbyggnad av den centrala serveringen. Det huvudsakliga parkeringsgaraget är förlängt österut över CTA L-spåren för att lägga till 1 500 platser och effektivisera infarten. Programmet var det största kapitalförbättringsprojektet på flygplatsen sedan ombyggnaden av terminalen 2001 och har slutförts.

## Flygbolag och destinationer
Följande flygbolag erbjuder året runt och säsongsbetonade reguljär- och charterflyg på Memphis Airport:
| Flygbolag          | Destinationer | Refs   |
| ------------------ | --- | ------ |
| Allegiant Air      | Asheville, Destin/Fort Walton Beach, Knoxville, Provo, Punta Gorda (FL), Savannah | [ 16 ] |
| Avelo Airlines     | Säsong: New Haven (CT) | [ 17 ] |
| Delta Air Lines    | Atlanta | [ 18 ] |
| Delta Connection   | Detroit, Minneapolis/St. Paul | [ 18 ] |
| Frontier Airlines  | Atlanta, Dallas/Fort Worth, Denver, Fort Lauderdale, Las Vegas, Miami, Ontario, Orlando, Philadelphia, Phoenix–Sky Harbor, Tampa Säsong: Cancún, Montego Bay, Raleigh/Durham, San Francisco, San Juan | [ 19 ] |
| Porter Airlines    | Toronto–Billy Bishop | [ 20 ] |
| Southwest Airlines | Albany, Albuquerque, Atlanta, Austin, Baltimore, Birmingham (AL), Boston, Buffalo, Cancún, Charleston (SC), Charlotte, Cincinnati, Cleveland, Colorado Springs, Columbus–Glenn, Dallas–Love, Denver, Detroit, El Paso (börjar 4 juni 2024), Fort Lauderdale, Fort Myers, Grand Rapids, Hartford, Houston–Hobby, Houston–Intercontinental, Jacksonville (FL), Kansas City, Las Vegas, Long Beach, Los Angeles, Louisville, Manchester (NH), Memphis, Miami, Minneapolis/St. Paul, Montego Bay, Myrtle Beach, Nashville, New Orleans, New York–LaGuardia, Norfolk, Oakland, Oklahoma City, Omaha, Ontario, Orlando, Philadelphia, Phoenix–Sky Harbor, Pittsburgh, Portland (ME), Portland (OR), Providence, Punta Cana, Raleigh/Durham, Richmond, Rochester (NY), Sacramento, Salt Lake City, San Antonio, San Diego, San Francisco, San Jose (CA), San Juan, Sarasota, Savannah, Seattle/Tacoma, St. Louis, Tampa, Tucson, Tulsa, Washington–Dulles (ends March 6, 2024), Washington–National Säsong: Boise, Bozeman (resumes June 4, 2024), Burbank, Destin/Fort Walton Beach, Indianapolis, Panama City (FL), Pensacola, Reno/Tahoe, San José del Cabo, West Palm Beach | [ 25 ] |
| Volaris            | Aguascalientes, Durango, Guadalajara, León/Del Bajío, Morelia, Zacatecas | [ 26 ] |